# آوسيابوم
aussieBum هو مصنع لملابس السباحة والملابس الداخلية للرجال. ويقع مركز الشركة في حي لايكهارت في سيدني، أستراليا.